# Kurt Anger
Kurt Anger (n. 13 decembrie 1888, Oliwa⁠(d), Regatul Prusiei, Imperiul German – d. 24 martie 1961, Oberstaufen, Bavaria, Germania) a fost un general-maior german din Wehrmacht, care a îndeplinit funcții de comandă în timpul celui de-al Doilea Război Mondial.

## Biografie

### Începutul carierei militare și Primul Război Mondial
Anger a urmat o pregătire de ofițeri și a fost înaintat la 14 martie 1907 la gradul de Leutnant (locotenent). A fost ofițer în Regimentul 52 Artilerie de câmp (14 martie 1907 - 1 octombrie 1912) și ofițer adjutant în Batalionul II al aceluiași regiment (1 octombrie 1912 - 21 ianuarie 1915), urmând în acest timp o serie de cursuri la Școala de Artilerie de la Jüterbog (1 octombrie 1908 - 31 ianuarie 1909).
A luat parte la Primul Război Mondial, fiind avansat în această perioadă la gradele de Oberleutnant (24 decembrie 1914) și Hauptmann (căpitan, 5 octombrie 1916). În timpul războiului a îndeplinit funcții de adjutant, ofițer de legătură și ofițer de stat major în cadrul unor înalte unități germane. Astfel, a fost ofițer german de legătură cu Corpul Hofmann al Armatei Austro-Ungare (21 ianuarie - 10 august 1915), adjutant în Regimentul 52 Artilerie de câmp (10 august - 15 septembrie 1915) și în Brigada 1 Artilerie de câmp (15 septembrie 1915 - 8 martie 1917), ofițer în statele majore ale următoarelor unități: Divizia 109 Infanterie (8 martie - 8 iunie 1917), Grupul de Armate Mackensen (8 iunie - 21 septembrie 1917), Divizia 231 Infanterie (21 septembrie 1917 - 13 ianuarie 1918), Corpul X Rezervă (13 ianuarie - 25 iulie 1918) și Corpul X Armată (25 iulie 1918 - 10 ianuarie 1919), ofițer de legătură al Comandamentului Suprem al Armatei în comandamentul Corpului I Armată (10 ianuarie - 1 aprilie 1919) și ofițer de stat major în Divizia 36 (1 aprilie - 21 iulie 1919).

### Perioada interbelică
La sfârșitul Primului Război Mondial s-a retras din serviciul militar. După război a fost detașat între 21 iulie 1919 și 30 ianuarie 1920 în cadrul forței de poliție militarizată Sicherheitspolizei (Poliția de Siguranță) din Berlin, iar la 1 februarie 1920 a devenit căpitan de poliție în cadrul organului Schutzpolizei al Republicii de la Weimar. Între 1 mai 1920 și 8 martie 1922 a fost angajat al Ministerului de Interne al Prusiei și a fost avansat în această perioadă, la 13 iulie 1921, la gradul de maior de poliție. În 1922 a devenit șef de departament în cadrul Sicherheitspolizei din Berlin și a îndeplinit în anii următori diferite sarcini în cadrul organelor de poliție din Berlin (1922-1928), Merseburg (1928-1929) și Liegnitz (1929-1933). La 1 mai 1933 a fost numit comandant al Sicherheitspolizei din Oppeln (azi Opole din Polonia), apoi a comandat de la 1 ianuarie 1934, cu gradul de locotenent-colonel (Oberstleutnant), centrul de instrucție de la Oppeln (1 ianuarie - 1 februarie 1934) și de la Halle (1 februarie 1934 - 1 iulie 1935). A fost detașat apoi în Batalionul III al Regimentului de Artilerie din Naumburg (1 iulie - 15 octombrie 1935), urmând în această perioadă cursuri la Școala de Artilerie de la Jüterbog (2-28 septembrie 1935).
După ce a fost promovat colonel de poliție în cadrul Schutzpolizei la 1 octombrie 1935, Anger a fost transferat la 15 octombrie 1935 cu gradul de colonel (Oberst) în Wehrmacht. A fost inițial ofițer în Statul Major al Regimentului 60 Artilerie (15 octombrie 1935 - 6 octombrie 1936) și a urmat în acest timp, între 25 noiembrie 1935 și 5 octombrie 1936, un curs pentru ofițeri de stat major la Chemnitz. Apoi a comandat Batalionul 1 din Regimentul 31 Artilerie (6 octombrie 1936 - 12 octombrie 1937) și Regimentul 18 Artilerie (12 octombrie 1937 - 30 septembrie 1939).

### Al Doilea Război Mondial
După începerea celui de-al Doilea Război Mondial colonelul Anger a fost de la 30 septembrie 1939 până la 1 aprilie 1942 comandant de artilerie 110 (Artilleriekommandeur 110) și a fost avansat ca urmare la 1 octombrie 1939 la gradul de general-maior (Generalmajor). A fost decorat la 19 septembrie 1941 cu Ordinul „Steaua României” cu spade, în gradul de Comandor cu panglica de „Virtutea Militară” „pentru destoinicia și devotamentul de care au dat dovadă pe câmpul de luptă în operațiunile contra bolșevicilor în colaborare cu trupele române”.
S-a aflat temporar (1 aprilie - 1 august 1942) în rezerva de comandanți (Führerreserve) a OKH, urmând în acest timp (6-15 iulie 1942) un curs pentru tratarea prizonierilor de război la Viena și fiind detașat temporar (22 iulie - 1 august 1942) drept comandant al sistemului lagărelor de prizonieri de război din nordul Bavariei și din nord-vestul Sudetenland în cadrul Districtului Militar XIII, cu sediul la Nürnberg. Generalul Anger a fost numit la 1 august 1942 în postul de comandant al sistemului lagărelor de prizonieri de război din Districtul Militar XIII, îndeplinind această însărcinare până la sfârșitul războiului. La 1 mai 1945, cu o săptămână înainte de capitularea necondiționată a Wehrmacht-ului, el a fost luat prizonier de război și s-a aflat în captivitate până pe 14 iunie 1947.

## Decorații
- Crucea de Fier cl. a II-a (1914) și cl. I (1914)
- Ordinul „Steaua României” cu spade, în gradul de Comandor cu panglica de „Virtutea Militară” (19 septembrie 1941)[1]

## Legături externe
- Biografie pe site-ul general.dk
- Prezentare în „Akten der Reichskanzlei. Weimarer Republik” (Bundesarchiv)